# Guest in the House
Guest in the House ist ein US-amerikanisches Filmdrama in schwarz-weiß aus dem Jahr 1944. Regie führte John Brahm. Das Drehbuch schrieb Ketti Frings nach dem gleichnamigen Bühnenstück von Hagar Wilde und Dale Eunson. Die Hauptrollen spielten Anne Baxter und Ralph Bellamy.

## Handlung
Der Modezeichner Douglas Proctor lebt glücklich mit Frau Ann und Tochter Lee und den Dienern Hilda und John auf dem Land. Eines Tages, als auch Tante Martha Proctor, die in der Nachbarschaft wohnt, Douglas’ Model Miriam Blake und Ernest Hackett als Hausgast anwesend sind, bringt sein Bruder Dan, ein Arzt, seine Geliebte Evelyn Heath mit. Evelyn, eine herzkranke Patientin, die eine schwere Jugend hatte und nie eine funktionierende Familie erlebt hat, soll sich dort erholen. Als Lee Evelyn stolz ihren Vogel zeigt, stellt sich heraus, dass Evelyn eine Phobie gegen Vögel hat. Um sie zu beruhigen, erzählt Douglas der verstörten Evelyn, wie schön sie ist beziehungsweise sein kann, wenn sie sich erholt haben wird, und zeichnet ein entsprechendes Bild von ihr auf einen Lampenschirm. 
Am nächsten Tag schickt Evelyn Dan in das Krankenhaus zurück, in dem er arbeitet. Später geht sie zu Douglas, der gerade in seinem Arbeitsraum Miriam zeichnet. So erfährt sie, dass dabei auch erotische Bilder entstehen. Daraufhin erzählt sie Lee, dass Miriam ihr ihren Vater wegnehmen wolle. Lee klettert schluchzend auf einen Baum um selbst in das Atelier zu sehen und alarmiert dadurch zuerst John und dann Hilda. Diese will selbst nachsehen und bekommt daher Ärger mit Ann. Eines nachmittags muss Douglas kurz in die nächste Gemeinde um für das Malen benötigtes Terpentin zu holen. Miriam begleitet ihn. Die beiden kommen mitten in der Nacht betrunken zurück, was Hilda empört. Ann bleibt zunächst ruhig, doch als Evelyn sie darauf anspricht, beschwert sie sich bei Douglas und fragt ihn, ob da was zwischen ihm und Miriam laufe. Er reagiert ärgerlich und meint, sie würde ihm ohnehin nicht glauben. Als er Miriam von den Vorwurf erzählt, will die Ann beruhigen, doch Ann schlägt ihr die Tür ins Gesicht. Miriam kündigt daraufhin. Sofort schnappt sich Evelyn die Stelle. Mit ihr als Model will Douglas ein Heiligenbild für die örtliche Kirche malen.
Zwei Monate später kommt Ernest Hackett zu Besuch. Martha erzählt ihm, dass Douglas nicht mit dem Bild vorankommt und mit Evelyn in der Kirche ist. Ernest bemerkt die schlechte Stimmung im Haus und vor allem das traurige Verhalten der früher so fröhlichen Lee. Er macht Ann klar, dass das alles mit Evelyns Ankunft begonnen hat. Als Evelyn alleine zurückkommt, schlägt Ann ihr vor, auch aus Rücksicht auf Lee, ein paar Wochen bei Tante Martha zu wohnen. Evelyn will aber nicht und wirft Ann Eifersucht vor, weil Douglas sie bevorzuge. Die empörte Ann will Evelyn hinauswerfen, doch in diesem Augenblick kommt Douglas nach Hause. Evelyn fällt ihm sofort weinend in die Arme und klagt, dass Ann sie hasse und schreckliche Dinge zu ihr sage. Douglas stellt sich auf Evelyns Seite. Daraufhin nimmt Ann Lee und verlässt das Haus, hinterlässt aber einen Brief, der alles erklären soll. Evelyn findet den Brief zuerst. Nachdem sie ihn gelesen hat, zerreißt sie ihn und wirft ihn weg. Douglas erzählt sie glücklich, dass sie Dan weggeschickt habe, und weil auch Ann weg sei, könnten sie nun glücklich zusammen leben. Douglas reagiert schockiert und eilt Ann hinterher. Er findet sie am Bahnhof und versöhnt sich mit ihr. Sie bringen Lee zu Tante Martha und schlagen Evelyn vor, sie in ein Pflegeheim zu bringen. Noch in der Nacht ruft Evelyn Dan zurück. Am Morgen kommt Tante Martha mit Lee. Lees Vogel ist in der Nacht gestorben; er wird im Garten vergraben. Später trifft auch Dan ein, und Evelyn bittet ihn, sie sofort zu heiraten. Er stimmt zu und lässt sich das auch von Douglas nicht ausreden. Er geht packen, und Evelyn bleibt mit Tante Martha allein zurück. Sie bemerkt den leeren Vogelbauer und beginnt den Vogel zu fürchten, von dem sie vermutet, dass er im Haus herumfliege. Sie will sich verstecken, doch Tante Martha meint, er könne ja auch dort sein, und auch der erste Stock hilft nicht, weil Vögel ja fliegen. Also rennt Evelyn aus dem Haus. Tante Martha weist auf die vielen Vögel draußen hin, lässt Evelyn aber nicht zurück ins Haus. So läuft Evelyn schreiend davon und fällt die Klippen hinunter.

## Produktion
Die Geschichte von Guest in the House wurde ursprünglich von Katherine Albert geschrieben. Ihr Mann, Dale Eunson machte zusammen mit Hagar Wilde aus der Geschichte ein Bühnenstück, das 1942 erfolgreich am Broadway lief.
Guest in the House wurde von Hunt Stromberg Productions produziert.

### Cast und Crew
Bei Drehbeginn war Lewis Milestone der Regisseur. Im Mai 1944 bekam er jedoch eine Appendizitis und kollabierte beim Dreh. John Cromwell sollte übernehmen, doch konnte er aus vertraglichen Gründen nicht. Daher wurde John Brahm der Regisseur des Films. Für das Drehbuch war ursprünglich Joan Harrison verpflichtet worden. Sie sollte es zusammen mit Elliott Paul schreiben. Nach einem Missverständnis mit Hunt Stromberg wurde sie jedoch durch Ketti Frings ersetzt.
Für die Kostüme in Guest in the House war Natalie Visart verantwortlich, für das Szenenbild Nicolai Remisoff.

### Dreharbeiten
Die Dreharbeiten für Guest in the House liefen vom 17. April bis Ende Juni 1944 in der Providencia Ranch in Universal City (Kalifornien). Hintergrundaufnahmen entstanden an der Küste von Maine.

### Erstaufführung
Guest in the House wurde am 8. Dezember 1944 uraufgeführt. Eine Aufführung im deutschsprachigen Raum konnte nicht nachgewiesen werden. Vertrieben wurde der Film von United Artists.

## Rezeption

### Kritiken
Guest in the House erhielt oftmals weitgehend positive Kritiken. Der Film sei ein gut produziertes und intelligent inszeniertes psychologisches Drama oder auch ein atmosphärisches, bisweilen packendes Melodram, einfühlsam und gut gespielt. Insgesamt höchst beachtlich, auch durch „die Finesse des Film-Noir-Kinos“. Überhaupt werden die Regie, das Drehbuch und die Besetzung gelobt. Marie McDonald zeige reichlich Klasse. Insgesamt füllen Anne Baxter, Ruth Warrick, Ralph Bellamy und Marie McDonald die wichtigeren Rollen gut aus.
Anne Baxter wird eine gute Vorstellung bescheinigt, sie gebe ihr Bestes und sei angemessen hasserfüllt, manchmal aber übertreibe sie. Auch Ralph Bellamys Leistung wird als gut, außerordentlich attraktiv oder auch erstklassig bewertet, letzteres zusammen mit Ruth Warrick. Die Rolle von Aline MacMahon sei schwierig, sie meistere diese Rolle aber sehr gut.
Der Film sei allerdings ziemlich lang oder gar zu lang und sollte gekürzt werden.
Guest in the House wurde aber auch harsch kritisiert. So meinte Bosley Crowther in der New York Times, die Story sei billig und synthetisch und die Natur Evelyns werde niemals ausreichend erklärt. Außerdem sei der Film so sehr mit Dialogen und Posen überfrachtet, dass er nur langsam voran komme. Anne Baxter wird ebenfalls kritisiert, Ralph Bellamy gar als lächerlich bezeichnet. Insgesamt laufe der Film Gefahr ausgelacht zu werden. Dennis Schwartz teilt diese Beurteilung. Es sei ein unzufriedenstellendes, umständliches und unlogisches Melodram, das weder prickelt noch überzeugt. Auch die Auflösung am Ende tauge nichts.

### Auszeichnung
Bei der Oscarverleihung 1946 wurde Werner Janssen in der Kategorie Beste Filmmusik (Drama/Komödie) nominiert. Der Oscar ging jedoch an Miklós Rózsa für Ich kämpfe um dich.

### Einspielergebnis
Guest in the House spielte in den USA und Kanada 1.450.000 Dollar ein und machte dabei kaum Gewinn.

## Auswirkungen
Am 12. November 1945 strahlte das Lux Radio Theater eine Radioversion aus. Anne Baxter übernahm wiederum die Rolle der Evelyn Heath. Douglas Proctor wurde von Robert Young gesprochen.
Später (möglicherweise 1952) wurde der Film unter dem Titel Satan in Skirts in den USA nochmals herausgebracht.
Guest in the House ist in den USA Public Domain. Die im Internet frei erhältlichen Versionen sind, wie die im Internet Archive, zumeist etwa 100 Minuten lang, im Gegensatz zur etwa 120 Minuten langen Originalversion. Laut der IMDb fehlt in diesen Versionen unter anderem ein Prolog, in dem Tante Martha an den Klippen steht und hinunterblickt. Aus dem Off erinnert sie sich an die Geschichte, sodass der Film zum Rückblick wird. Tatsächlich ist kein solcher Prolog in der Version vom Internet Archive zu finden, Bosley Crowther spielt in seiner zeitgenössischen Kritik des Films jedoch darauf an.